# Crossidium erosum
Crossidium erosum är en bladmossart som beskrevs av Holzinger och Edwin Bunting Bartram 1924. Crossidium erosum ingår i släktet Crossidium och familjen Pottiaceae. Inga underarter finns listade i Catalogue of Life.